# Physocypria xanabanica
Physocypria xanabanica är en kräftdjursart som beskrevs av N. C. Furtos 1936. Physocypria xanabanica ingår i släktet Physocypria och familjen Cyprididae. Inga underarter finns listade i Catalogue of Life.